# Gema López de Joaqui
Gema López de Joaqui es una maestra y política colombiana, nacida en Bolívar, departamento de Cauca el 24 de septiembre de 1955. Se vinculó a la docencia tras terminar sus estudios de bachillerato, consiguiendo algunos años después, en 1987, el título de Licenciada en Historia, en la Universidad del Cauca. Convertida en líder del magisterio caucano, se retira de la docencia en 1994, para aspirar a la Asamblea Departamental del Cauca, en la que obtiene un escaño para el periodo 1995-1997, representando al Partido Liberal. En 1997 y 2000 es reelecta con votaciones cada vez mayores, lo que la impulsa a postular a la Cámara de Representantes en 2002, pero es derrotada. En 2003 regresa a la Asamblea, con la mayor votación del departamento y en 2006, intentando nuevamente el escaño en el Congreso obtiene también la mayor votación, tomando posesión como representante a la Cámara por el Cauca el 20 de julio de 2006. En el 2010 busca su reelección en el Congreso, pero esta vez es derrotada.
Se retira del partido liberal para acompañar la candidatura de Temistocles Ortega a la gobernación del Cauca, objetivo que logró. Luchó sin lograr llegar al Senado de la República en el 2014. En las elecciones legislativas de 2018 intentó nuevamente llegar a la cámara de representantes por el partido liberal, pero fue derrotada.